# Huntington (Utah)
Huntington es una ciudad del condado de Emery, estado de Utah, Estados Unidos. Según el censo de 2000 la población era de 2.131 habitantes.

## Geografía
Huntington se encuentra en las coordenadas 39°19′45″N 110°57′57″O / 39.32917, -110.96583.
Según la oficina del censo de Estados Unidos, la ciudad tiene una superficie total de 5,3 km². No tiene superficie cubierta de agua.